# Gare de Holmestrand
La gare de Holmestrand est une gare ferroviaire norvégienne de la ligne du Vestfold, située sur le territoire de la commune de Holmestrand, dans le comté di Vestfold.

## Situation ferroviaire
La gare de Holmestrand est établie au point kilométrique (PK) 85.11 de la ligne du Vestfold.

## Histoire
La gare a été mise en service le 7 décembre 1881, elle était située au (PK) 86.09 et à 4.8 mètres d'altitude. Elle est fermée le 29 octobre 2016 pour faire place à une gare flambant neuve. Cette dernière est mise en service le 28 novembre 2016 mais n'est officiellement inaugurée que le 17 décembre.

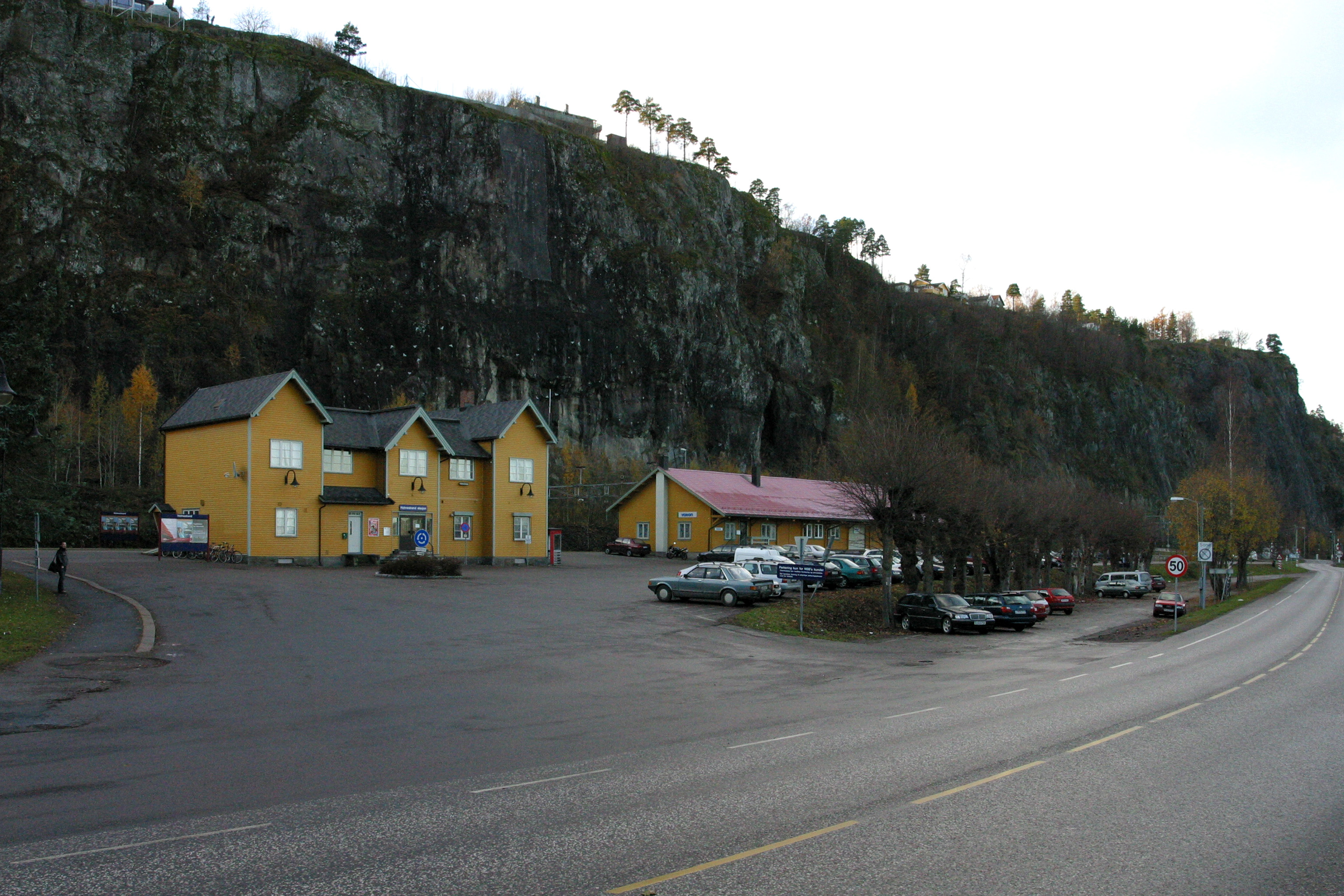
L'ancienne gare vue de la route.
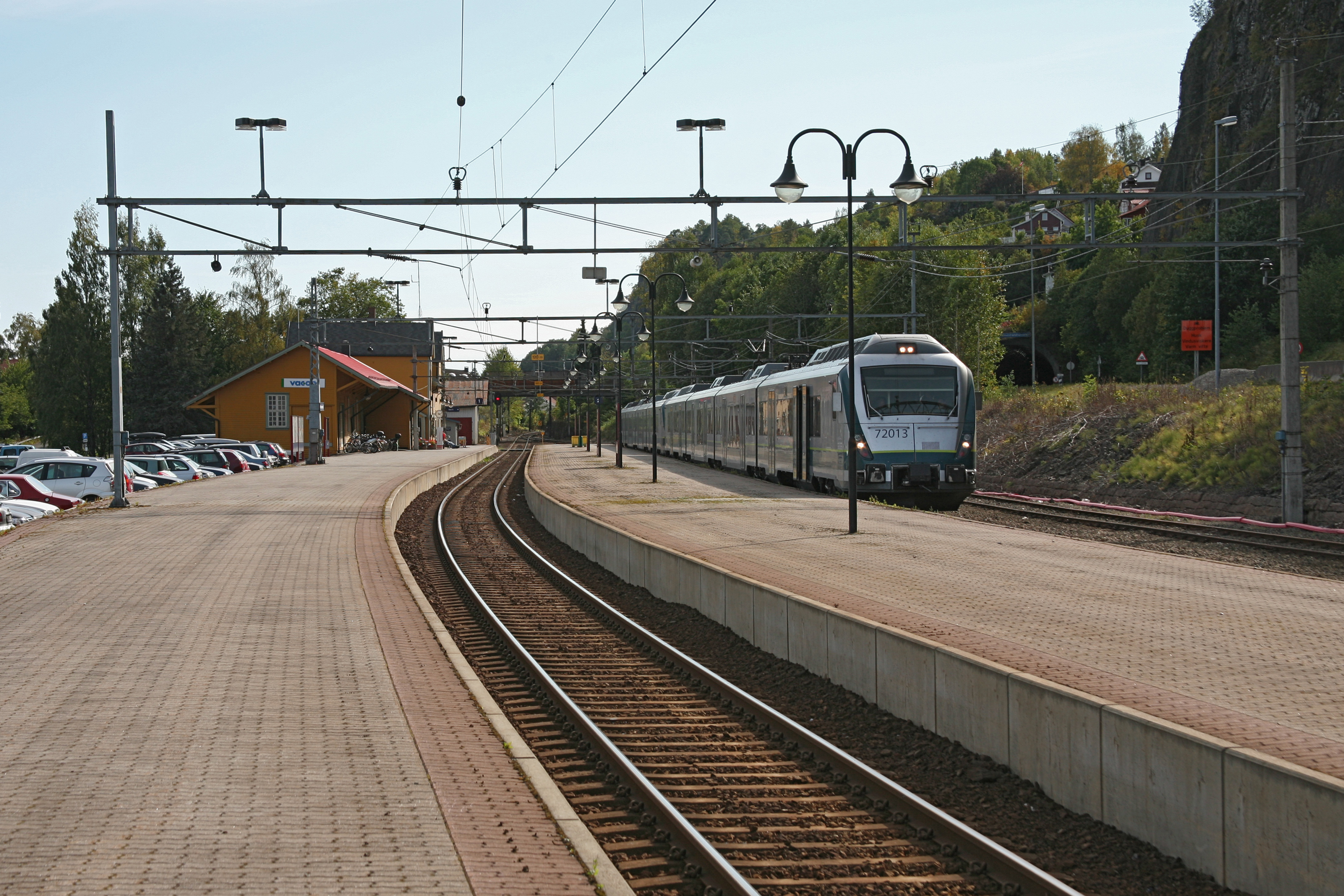
Train en gare en 2007.
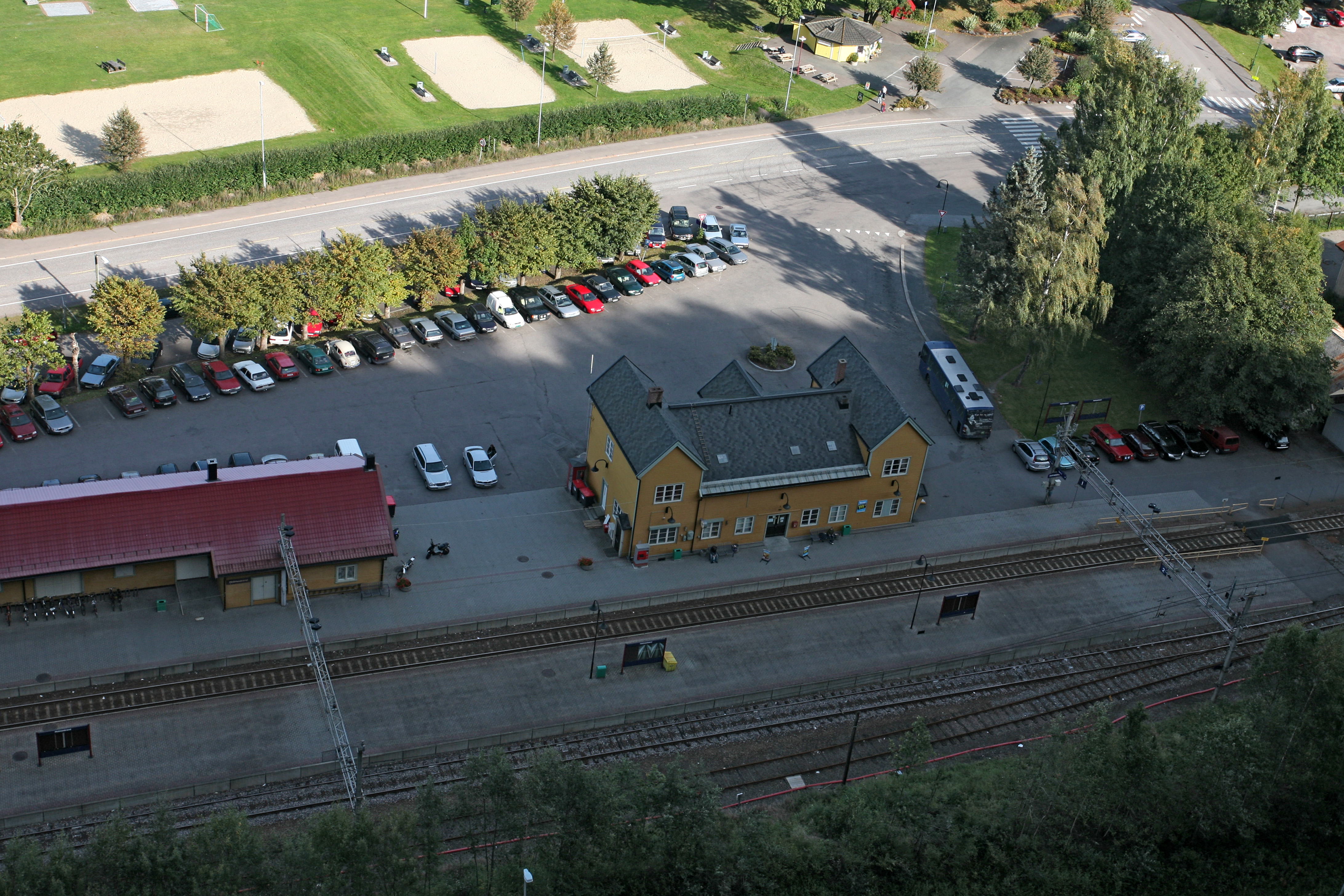
L'ancienne gare vue du sommet de la montagne.

## Service des voyageurs

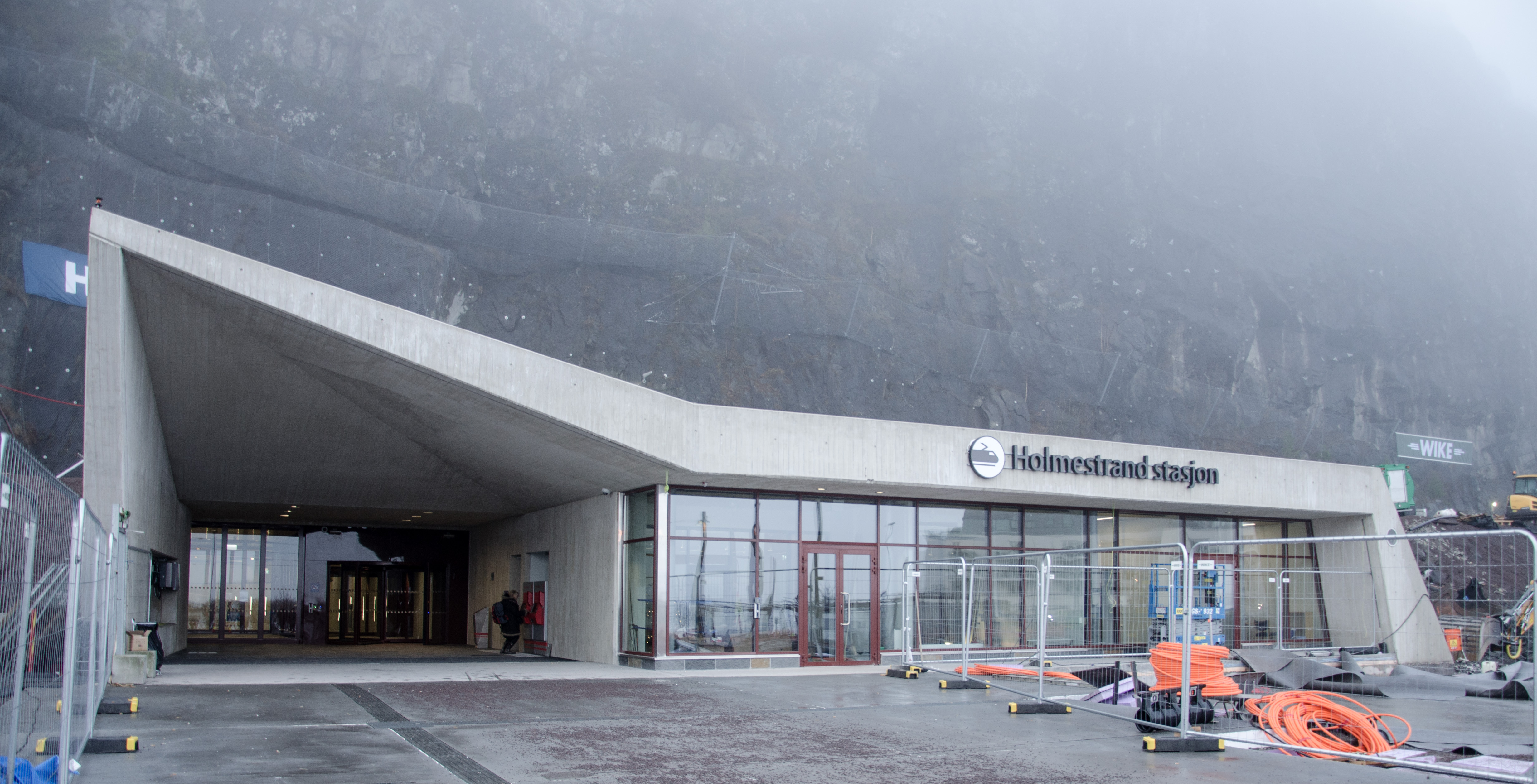
Le bâtiment de la nouvelle gare en 2016
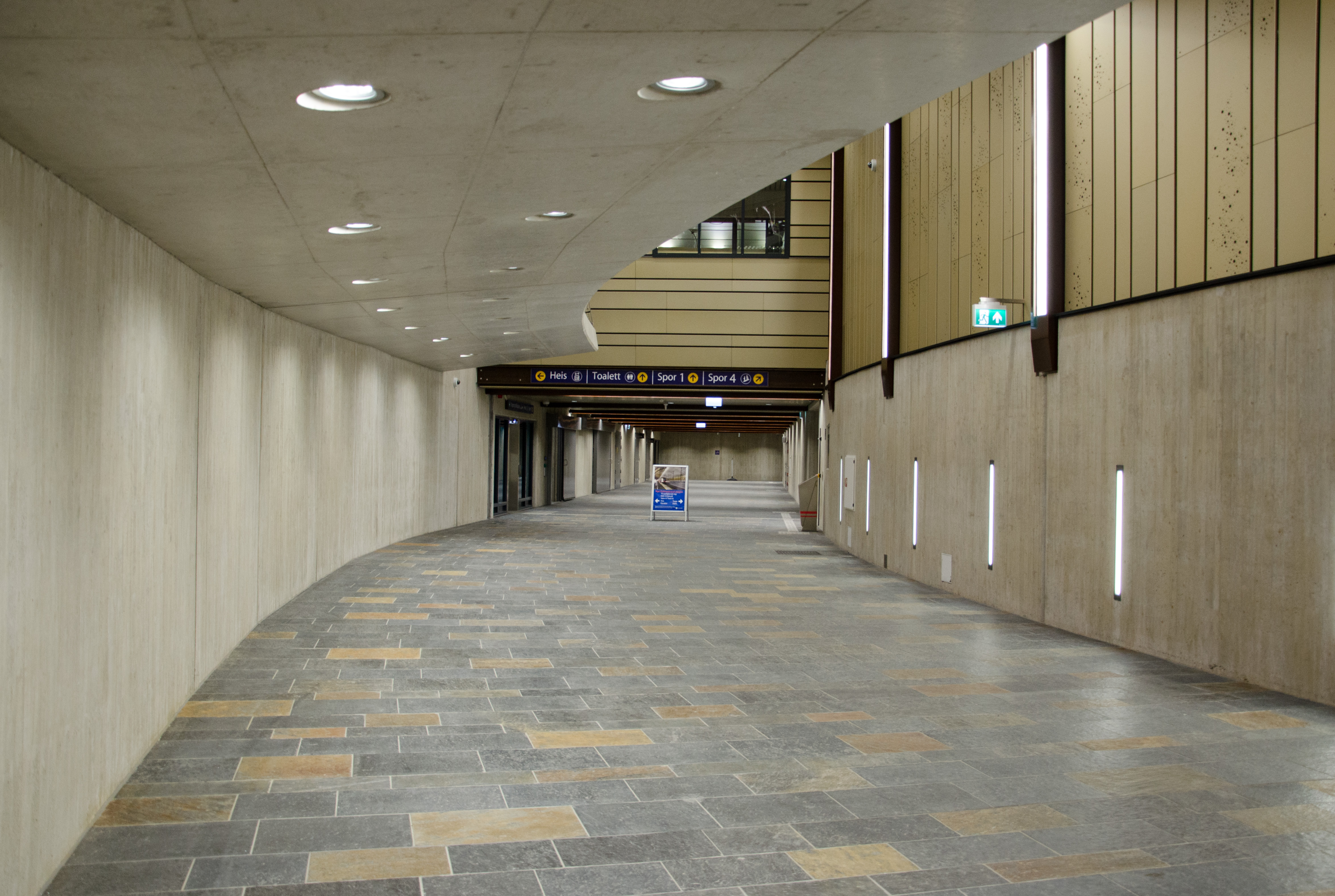

### Accueil
Dans le bâtiment on trouve des automates ainsi qu'une salle d'attente et des aubettes sur les quais.

### Desserte
Holmestrand est desservie par la ligne régionale R11 qui relie Skien à Oslo et Eidsvoll.

### Intermodalité
Un parc pour les vélos et un parking (163 places) pour les véhicules y sont aménagés.
Un arrêt de bus se trouve à proximité de la gare.